# 二萬平車站
二萬平車站，曾寫作二萬坪車站，位於台灣嘉義縣阿里山鄉香林村，為農業部林業及自然保育署阿里山林業鐵路阿里山線之鐵路車站。

## 利用狀況
- 受八八水災影響，曾於2008年8月至2017年7月期間停駛。
- 2017年7月奮起湖站至十字路站及神木站至第一分道站路段復駛，本站復站，2024年7月6日起停靠5次、8次阿里山號。

## 週邊
- 救國團阿里山青年活動中心

## 歷史
- 1912年10月1日：設站。
- 2008年8月：站區路基等受八八水災嚴重毀損，本站暫停營運。
- 2017年7月：神木站至第一分道站路段復駛，本站復站。

## 站名
二萬平的「平」與「坪」：
1. 日本地名多用「平」，如黑部立山之「美女平」、「天狗平」等。
2. 經鐵道文史人士查閱古早地圖，本站站名應為「二萬平」。
3. 因有傳聞二萬平有二萬坪的面積，因此而為地名。日治時期已有不少文章亦誤繕為二萬坪。

## 外部連結
- 二萬平車站（阿里山林業鐵路）（页面存档备份，存于）

23°30′35″N 120°47′25″E / 23.50972°N 120.79028°E